# Confidence and supply
Als confidence and supply (wörtlich übersetzt: Vertrauen und Versorgung) wird in Westminster-Systemen eine Form der Regierung bezeichnet, bei welcher Oppositionsabgeordnete (ganz gleich ob Angehörige einer Partei oder Unabhängige) eine Regierung bei Vertrauens- und Haushaltsabstimmungen – meist im Rahmen eines formalen Abkommens – unterstützen.
Regierungen, die auf Unterstützung nach confidence and supply angewiesen sind, sind fast immer Minderheitsregierungen und das Ergebnis sogenannter Hung parliaments bei den vorangegangenen Wahlen. 

## Zum Begriff
Eine deutsche Entsprechung des Begriffs confidence and supply gibt es nicht, auch da es im deutschsprachigen Raum keine hundertprozentige Entsprechung von confidence-and-supply-Abkommen gibt. Der Begriff rührt von den in Westminster-Systemen so bezeichneten confidence votes (Vertrauensfragen oder Misstrauensvoten) und supply bills. Supply bills sind Zustimmungen des Parlaments (in Zweikammersystemen nur des Unterhauses) zu Budget- und Steuerfragen, die es in der Form im deutschsprachigen Raum nicht gibt.
In der deutschsprachigen Berichterstattung wird meist der englische Begriff verwendet oder ein solches Abkommen als „Tolerierungsabkommen“ bezeichnet. Fälschlicherweise werden solche Bündnisse auch als Koalition bezeichnet.
Confidence and supply ist vom Begriff der Minderheitsregierung abzugrenzen: Eine Minderheitsregierung kann sich auf ein confidence-and-supply-Abkommen stützen, aber auch auf wechselnde Mehrheiten angewiesen sein, ohne formal mit Oppositionsabgeordneten zusammenzuarbeiten. Zudem sind auch Mehrheitsregierungen auf confidence-and-supply-Basis möglich, bei denen eine Regierung sich trotz parlamentarischer Mehrheit die Zustimmung von Oppositionsmandataren zu confidence und supply bills sichert, um beispielsweise bei einer knappen Mehrheit fraktionsinternen Abweichlern vorzubeugen. Mehrheitsregierungen mit confidence-and-supply-Unterstützung sind allerdings deutlich seltener.
Anders als bei einer Koalitionsregierung sind die die Regierung tolerierenden Abgeordneten meist nicht in die Regierungsarbeit eingebunden und behalten sich explizit vor, bei anderen Abstimmungen gegen die Exekutive zu stimmen.
Zur Erläuterung der verschiedenen Begrifflichkeiten eignet sich das Beispiel der australischen Regierung nach der Parlamentswahl 2016: Es handelte sich um eine Koalitionsregierung mehrerer Parteien, die sich aber wegen unklarer Mehrheitsverhältnisse unmittelbar nach der Wahl die Unterstützung oppositioneller Unabhängiger nach confidence and supply sicherte. Durch Veränderung der parlamentarischen Zusammensetzung war diese Regierung ab Herbst 2018 eine Minderheitsregierung ohne eigene Mehrheit, die aber durch Parteilose immer noch nach confidence and supply gestützt wurde und somit eine Arbeitsmehrheit (working majority) hatte. 

## Confidence and supply in der Praxis

### Australien
Nach den Parlamentswahlen 2010 kam es zu einem Hung parliament. Sowohl die regierende Labor Party um Julia Gillard als auch die konservative Oppositionskoalition der Liberal Party um Tony Abbott erreichten 72 Sitze und damit vier weniger als für eine Mehrheit notwendig wäre. Bei anschließenden Verhandlungen mit Unabhängigen und Drittparteien (sogenannte Crossbencher) gelang es Gillard, sich die Unterstützung drei Parteiloser und eines Grünen zu sichern, während Abbott durch einen Abgeordneten der National Party und einen Parteiunabhängigen gestützt wurde. Die Labor-Minderheitsregierung Gillards wurde im Juni 2013 von einer Minderheitsregierung unter Führung von Kevin Rudd abgelöst, bei der Parlamentswahl im September 2013 konnte dann Abbotts konservatives Bündnis eine absolute Mehrheit im Parlament erlangen.
Bei den Wahlen 2016 waren noch Tage nach dem eigentlichen Wahltag in verschiedenen Wahlkreise noch keine Gewinner deklariert worden, sodass der konservative Premierminister Malcolm Turnbull trotz möglicher Fortführung einer Mehrheitsregierung mit Unabhängigen verhandelte. Am 10. Juli 2016 erklärte er, dass genug Abgeordnete seine Koalition auf confidence-and-supply-Basis unterstützen würden, sodass die Liberal Party weiterregieren könne. Die Wahlen resultierten zwar nach Auszählung aller Wahlkreise letztendlich in einer Mehrheit für die Koalitionsregierung, durch Nachwahlen und Parteiübertritte verlor sie allerdings 2018 ihre parlamentarische Mehrheit, sodass sie bis zu den Wahlen 2019 als Minderheitsregierung auf confidence-and-supply-Basis fortgesetzt wurde.
In Queensland regierte von 2015 bis 2017 eine Labor-Minderheitsregierung unter Annastacia Palaszczuk auf Confidence-and-supply-Basis. Nach einer vorgezogenen Neuwahl konnte die Labor Party mit eigener Mehrheit weiterregieren, ohne auf die Unterstützung von Crossbenchern angewiesen zu sein.

### Irland
Seit der Parlamentswahl 2016 unterstützen Unabhängige und die Fianna Fáil eine Minderheitsregierung der Fine Gael auf confidence-and-supply-Basis.

### Kanada
Obgleich Minderheitsregierungen in Kanada auf nationaler Ebene – zuletzt 2006–2011 unter Führung von Stephen Harper und seit 2019 unter Führung von Justin Trudeau – durchaus üblich sind, so bestand bisher keine Regierung, die sich auf confidence and supply stützte. 
Auf Ebene der Provinzen und Territorien stützen sich zurzeit zwei Minderheitsregierungen auf confidence and supply: In British Columbia regiert die NDP seit 2017 mit Unterstützung der Grünen, in New Brunswick die Progressiv-Konservative Partei seit 2018 mit Unterstützung der People’s Alliance und der Grünen.

### Vereinigtes Königreich
Der Lib-Lab Pact von 1978 bis 1979 war die erste praktische Umsetzung einer Confidence-and-supply-Regierung im Vereinigten Königreich. Der Pakt zwischen der Labour Party und der Liberal Party scheiterte nach nur gut einem Jahr.
Bei den Unterhauswahlen 2017 verloren die Tories mit Theresa May an der Spitze ihre Mehrheit, Oppositionsführer Jeremy Corbyn hatte allerdings auch nicht genügend Abgeordnete auf seiner Seite, um selbst Premierminister werden zu können. Die Konservativen verhandelten daraufhin mit der nordirischen, rechtskonservativen Democratic Unionist Party (DUP), die May eine confidence-and-supply-Unterstützung zusagte. Während die DUP stets geschlossen gegen den Brexit-Deal Mays stimmte, unterstützte sie die Tories immer bei Misstrauensanträgen. Nachdem Boris Johnson May im Juli 2019 abgelöst hatte, verlor die Minderheitsregierung im September 2019 nach Nachwahlen und Fraktionsaustritten ihre Arbeitsmehrheit.
Seit dem Verlust der absoluten Mehrheit der Scottish National Party (SNP) nach der Parlamentswahl in Schottland 2016 ist die SNP auf die Unterstützung der Scottish Green Party nach confidence and supply angewiesen.